# 苍帆鱼属
苍帆鱼属（学名：Bathyembryx）为巨口鱼科的一个属，由美國海洋生物學家威廉·畢比在1934年的潛水球探險觀察到的一種假想物種。

## 下属物种
本属包括以下物种：
- 苍帆鱼 Bathyembryx istiophasma Beebe, 1934